# Charlemagne (single)
Charlemagne is een nummer van de Britse indierockband Blossoms uit 2016. Het is de vierde single van hun titelloze debuutalbum.
Het nummer behaalde de 98e positie in het Verenigd Koninkrijk. In Nederland wist het nummer geen hitlijsten te bereiken, en in Vlaanderen haalde het de Tipparade. Ondanks deze lage posities in de hitlijsten, geniet "Charlemagne" wel bekendheid.